# Vlag van Victoria (Australië)

Vlag van Victoria (ratio 1:2)

De vlag van Victoria is een Britse blauwe vaandel met aan de rechterkant vijf sterren die het sterrenbeeld Zuiderkruis vormen. Dit sterrenbeeld wordt ook in de vlag van Australië afgebeeld. Boven de sterren staat een kroon die soms wanneer er een nieuwe vorst komt vervangen wordt. De huidige variant is in gebruik sinds 1953, een jaar nadat koningin Elizabeth II op de troon kwam. De gebruikte kroon is Sint-Edwards Kroon.

## Historische vlaggen
In 1901 is de vorige vlag in gebruik genomen. Op die vlag was de Tudor-kroon afgebeeld. In 1901 werd ook besloten om de sterren met één punt naar boven te laten wijzen; voordien wees van elke ster één punt naar beneden. De Tudor-kroon verving de Imperial Crown die koningin Victoria in 30 november 1877 boven het sterrenbeeld liet zetten. In de zeven jaar voor 1877 was een versie zonder kroon in gebruik; dit was de eerste vlag van de deelstaat.

1870-1877
1877
1877-1901
1901–1952